# Karshi Challenger 2008
Il Karshi Challenger 2008 è stato un torneo di tennis facente parte della categoria ATP Challenger Series nell'ambito dell'ATP Challenger Series 2008. Il torneo si è giocato a Karshi in Uzbekistan dal 18 al 24 agosto 2008 su campi in cemento e aveva un montepremi di $35 000+H.

## Vincitori

### Singolare
Denis Istomin ha battuto in finale  Michail Elgin con il punteggio di 6–3, 7–6(4)

### Doppio
Łukasz Kubot /  Oliver Marach hanno battuto in finale  Andreas Haider-Maurer /  Philipp Oswald con il punteggio di 6–4, 6–4